# Karl 14. Johan af Sverige
Karl 14. Johan (født 26. januar 1763, død 8. marts 1844) var konge af Sverige og Norge (som Karl 3. Johan) fra 1818 til 1844. Han var den første monark fra Huset Bernadotte.
Karl Johan hed oprindeligt Jean-Baptiste Bernadotte og var fransk feltmarskal under Napoleon fra 1804. Han blev under navnet Karl Johan valgt til kronprins i Sverige i 1810 og i Norge i 1814 som arvtager til Karl 13. af Sverige. Efter Karl 13.s død i 1818 blev Bernadotte konge af Sverige og Norge og grundlagde således den nuværende svenske kongeslægt, Bernadotte.
Karl 14. Johans statsråd (1818–1840) og Karl 14. Johans statsråd (1840–1844) med kongen som regeringschef fungerede som Sveriges regering under Karl 14. Johan.

## Biografi

### Tidlige liv
Jean-Baptiste Bernadotte blev født den 26. januar 1763 i Pau, hovedbyen i provinsen Béarn i den sydvestlige del af Kongeriget Frankrig. Han var den yngste søn af Jean Henri Bernadotte (1711–1780), offentlig anklager i Pau, og hans hustru Jeanne de Saint-Jean (1728–1809). Han var den yngste af fem søskende, hvoraf de to døde i barndommen, således at han ved fødslen havde en storebror, Jean, og en storesøster, Marie. Familien hed oprindeligt du Poey (or de Pouey), men ændrede navn til Bernadotte. Familien Bernadotte tilhørte borgerskabet og havde været etableret i Pau gennem flere generationer. Hans far og farbror var begge sagførere, ligesom hans otte år ældre bror blev det. Da han blev født for tidligt, frygtede man for, om han ville overleve, og han blev derfor døbt allerede dagen efter fødslen. Kort efter sin fødsel fik han ændret sit fornavn til Jean-Baptiste for at kunne skelne ham fra hans bror, Jean-Évangeliste.
Som 14-årig kom Bernadotte i lære hos en lokal advokat. Imidlertid satte hans fars død i 1780, da han bare var 17 år gammel, en stopper for planerne om at følge i sin fars fodspor som jurist.
I stedet gik Bernadotte samme år ind i den franske hær, hvor han blev menig i regimentet Royal-La Marine den 3. september 1780. Han gjorde først tjeneste på den nyligt erobrede ø Korsika, hvorefter han var udstationeret med regimentet i Besançon, Grenoble, Vienne, Marseille og på Île de Ré. Han opnåede rang af sergent i august 1785 og fik tilnavnet sergent Belle-Jambe på grund af sit smarte udseende. I begyndelsen af 1790 blev han forfremmet til adjudant-major, den højeste rang for underofficerer i Ancien Régime.
Efter udbruddet af Den Franske Revolution gjorde han i kraft af sine store militære evner hurtigt karriere. I 1794 blev han udnævnt til general. Han markerede sig ved flere lejligheder på slagmarken og fungerede også i kort tid som krigsminister. Hans forhold til Napoleon Bonaparte var ombrust, men de to mænd blev forsonet i 1804. Samme år blev han ved indførelsen af det første franske kejserrige, blev Bernadotte udnævnt til en af kejserrigets atten marskaller.

### Ægteskab
Han blev gift 16. august 1798 med Désirée Clary, senere svensk dronning under navnet Desideria, som i 1799 fødte ham sønnen Oscar, som senere blev Oscar 1. af Sverige. Hun var svigerinde til Napoleons bror Joseph Bonaparte, som var konge af Neapel 1806-08 og af Spanien 1808-13 og desuden var hun en overgang forlovet med Napoleon selv.

### Konge af Sverige og Norge
Da den svenske konge Karl 13. ikke havde nogle legitime børn, og Sverige derfor manglede en tronarving, blev Bernadotte i 1810 foreslået som svensk tronemne. Den 21. august 1810 valgte valgrigsdagen i Örebro Bernadotte som arving til den svenske trone. To måneder senere, den 5. november, blev Jean-Baptiste Bernadotte formelt adopteret af kongen under navnet "Carl Johan" og blev udnævnt til kronprins af Sverige. I 1814 blev han også tronarving i Norge som arvtager til Karl 13. Efter Karl 13.s død i 1818 blev Bernadotte konge af Sverige og Norge og grundlagde således den nuværende svenske kongeslægt, Huset Bernadotte.
Kong Karl 14. Johan døde 81 år gammel den 8. marts 1844 på Stockholms Slot efter en regeringstid på over 26 år. Han blev begravet i Riddarholmskirken, den traditionelle gravkirke for de svenske konger på øen Riddarholmen i Stockholm. Han blev efterfulgt som konge af sin eneste søn, der besteg tronen som Kong Oscar 1. Hans enke, Dronning Desideria overlevede ham med 16 år og døde 83 år gammel den 17. december 1860.

## Børn
| Portræt           | Navn                                                                | Født              | Død               | Gift med                                              | Børn |
| Med Désirée Clary | Med Désirée Clary                                                   | Med Désirée Clary | Med Désirée Clary | Med Désirée Clary                                     | Med Désirée Clary |
| ----------------- | ------------------------------------------------------------------- | ----------------- | ----------------- | ----------------------------------------------------- | --- |
|                   | Oscar 1. Konge af Sverige og Norge Joseph François Oscar Bernadotte | 4. juli 1799      | 8. juli 1859      | Josefine Prinsesse af Leuchtenberg gift 19. juli 1823 | - Karl 15., Konge af Sverige og Norge - Prins Gustaf, Hertug af Uppland - Oscar 2., Konge af Sverige og Norge - Prinsesse Eugénie af Sverige - Prins August, Hertug af Dalarne |